# Hexlet de Soddy

Figure 1 : une famille d'hexlets correspondant à trois sphères fixées (une seule est représentée). Les centres des sphères parcourent une ellipse.

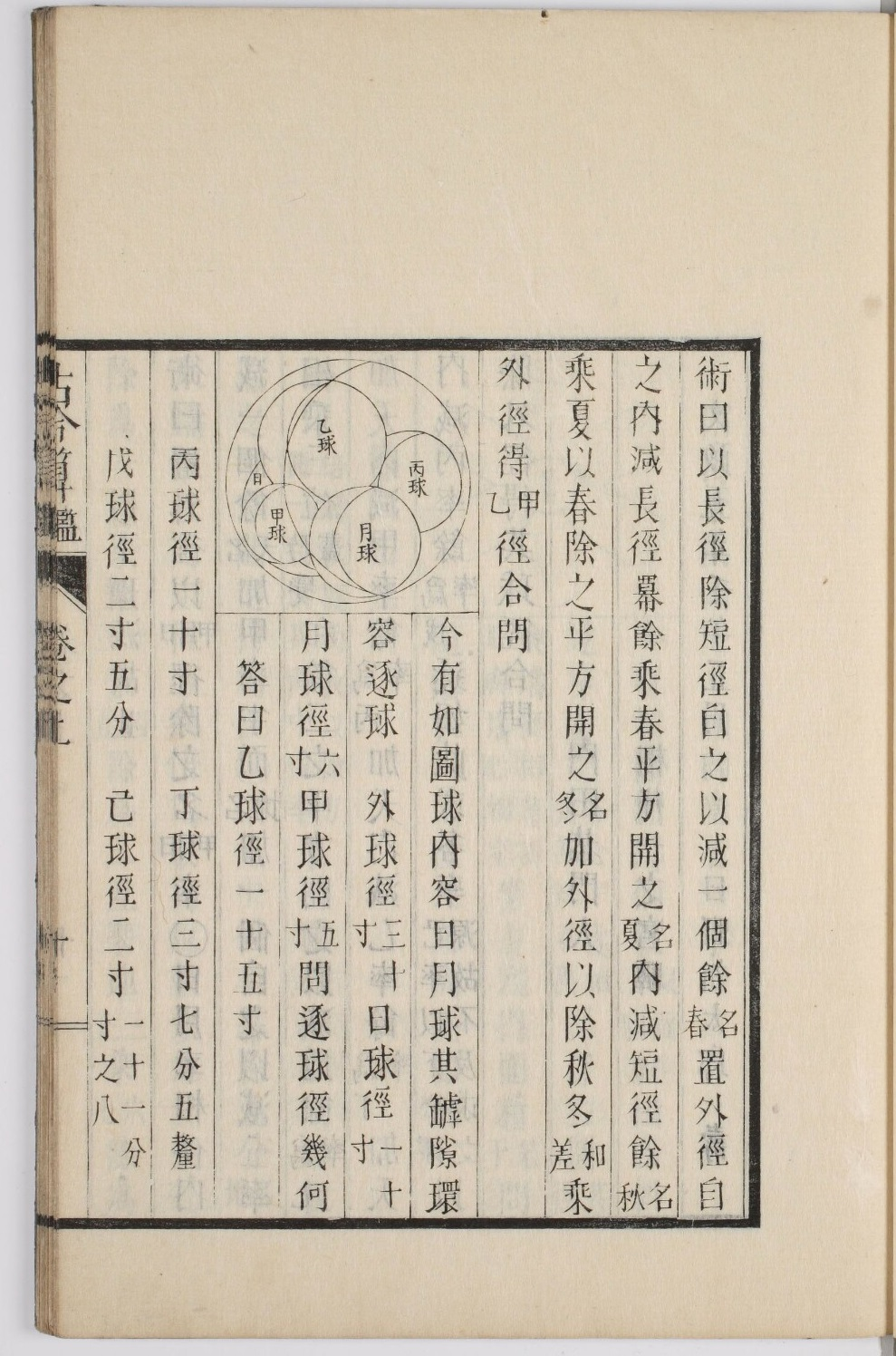
Un hexlet de Soddy dans le livre de mathématiques japonais Kokonsankan (1832).

En géométrie, un  hexlet de Soddy (ou  sextuple de Soddy) est une chaîne de six sphères, chacune étant tangente à ses deux voisines et à trois sphères mutuellement tangentes fixées.
En 1937, Frederick Soddy a démontré qu'il est toujours possible de trouver une famille infinie d'hexlets pour chaque choix des trois sphères. Les hexlets de Soddy avaient été découverts indépendamment au Japon, comme l'ont montré des tablettes sangaku datant de 1822.

## Historique
Le terme "hexlet" semble avoir été créé par Soddy à partir du préfixe "hex-" six, et suffixe "-let", à rapprocher du terme tombé en désuétude "hexet", groupe de six bits.
Il écrit dans la revue Nature du 5 décembre 1936 : 

« Bien que n'importe quel collier de perles graduées

Peut convenir en général au sexe féminin, 

Mon Hexlet de conception nouvelle 

Caresse non pas un mais trois cous. »

## Définition
Un hexlet de Soddy est une chaîne de six sphères, notées ici S1–S6, tangentes deux à deux, c'est-à-dire que par exemple S4 est tangente à S3 et S5, et que la chaîne se referme, S1 étant tangente à S6 et S2 ; chacune des six sphères étant tangente à trois sphères données A, B et C, lesquelles sont elles-mêmes tangentes deux à deux en trois points distincts. Les six sphères sont également tangentes à une quatrième sphère D qui n'est pas tangente aux trois sphères A, B et C. En 1937, Frederick Soddy a démontré que toute sphère tangente à A, B et C appartient à un hexlet de Soddy (éventuellement dégénéré) ; plus précisément, partant de cette sphère S1 et construisant successivement des sphères tangentes aux trois sphères fixées et à la précédente, la chaîne se referme toujours au bout de six sphères.
Sur la figure 1, les six sphères de l'hexlet sont représentées en gris, la sphère A est représentée en rouge, et la sphère D en bleu pâle ; les sphères B et C ne sont pas représentées.

Une chaîne de Steiner de six cercles correspondant à l'hexlet de la figure 1.

Les centres des sphères de l'hexlet sont coplanaires et appartiennent à une conique (une ellipse dans le cas de la figure 1), laquelle est la ligne focale de la cyclide de Dupin (en) correspondante ; l'intersection du plan des centres avec les sphères de l'hexlet est une chaîne de Steiner formée de six cercles.

## Construction des hexlets par inversion

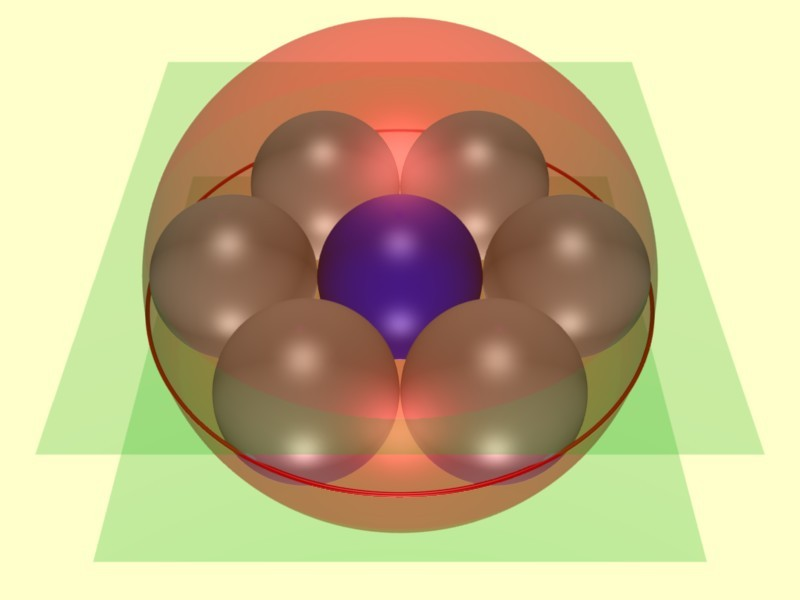
Figure 2 : un hexlet annulaire.

L'inversion est une transformation géométrique appartenant à l'ensemble des transformations de Möbius, c'est-à-dire qu'elle transforme les sphères en sphères ou en plans (que l'on peut voir comme des sphères de rayon infini). La plupart des résultats concernant les hexlets sont démontrés à l'aide d'une inversion ayant pour centre le point de tangence des sphères B et C, obtenant une figure correspondant au cas particulier limite où les sphères B et C deviennent deux plans parallèles, et où le seul type de solution possible est un hexlet annulaire (figure 2), formé de six sphères identiques à la sphère A. Par rotation autour de A, on obtient une famille infinie d'hexlets annulaires, tous tangents à une quatrième sphère D, et dont l'enveloppe est un tore.
Inversant à nouveau la figure, on obtient la solution du cas général (car l'inversion est involutive, et préserve les tangences) : toute sphère tangente aux trois sphères données appartient à un unique hexlet (éventuellement dégénéré, voir la section suivante), et cet hexlet est également tangent à la sphère image par inversion de D. L'enveloppe de ces hexlets est l'image par inversion du tore enveloppant l'hexlet annulaire ; c'est une cyclide de Dupin (en) (figure 3).

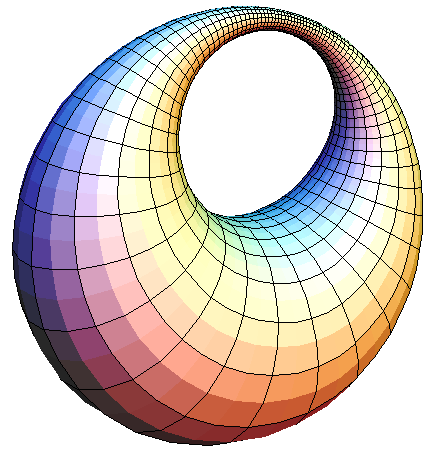
Figure 3 : une, enveloppe d'une famille d'hexlets correspondant à trois sphères fixées. La cyclide est tangente à ces trois sphères.

## Cas de dégénérescence
Dans la construction précédente, il peut arriver que le centre d'inversion soit à l'intérieur du tore enveloppe des hexlets annulaires. L'image de certaines sphères d'un des hexlets annulaires est alors un plan, et l'hexlet correspondant est dégénéré. L'analyse quantitative plus précise qui suit suppose pour simplifier que les sphères B et C ont le même rayon r, et que A est de rayon R.
Si R est plus petit que r/4, aucun hexlet n'est dégénéré, et les centres des sphères parcourent une ellipse (on dit que les hexlets sont elliptiques). Dans ce cas, outre les sphères déjà mentionnées, tous les hexlets sont tangents à deux plans fixes.
Si R = r/4, l'hexlet est dit parabolique. Dans la rotation, chaque sphère devient à tour de rôle un plan (l'un des plans tangents à A, B et C), et les centres des sphères décrivent une parabole. Il n'y a dans ce cas qu'un seul plan tangent à toutes les sphères de l'hexlet.
Si R est plus grand que r/4, l'hexlet est dit hyperbolique. Il n'y a plus aucun plan tangent commun, et les centres décrivent une hyperbole. Un cas particulier limite correspond à R = r ; l'hyperbole dégénère alors en deux lignes droites.

## Tablettes sangaku

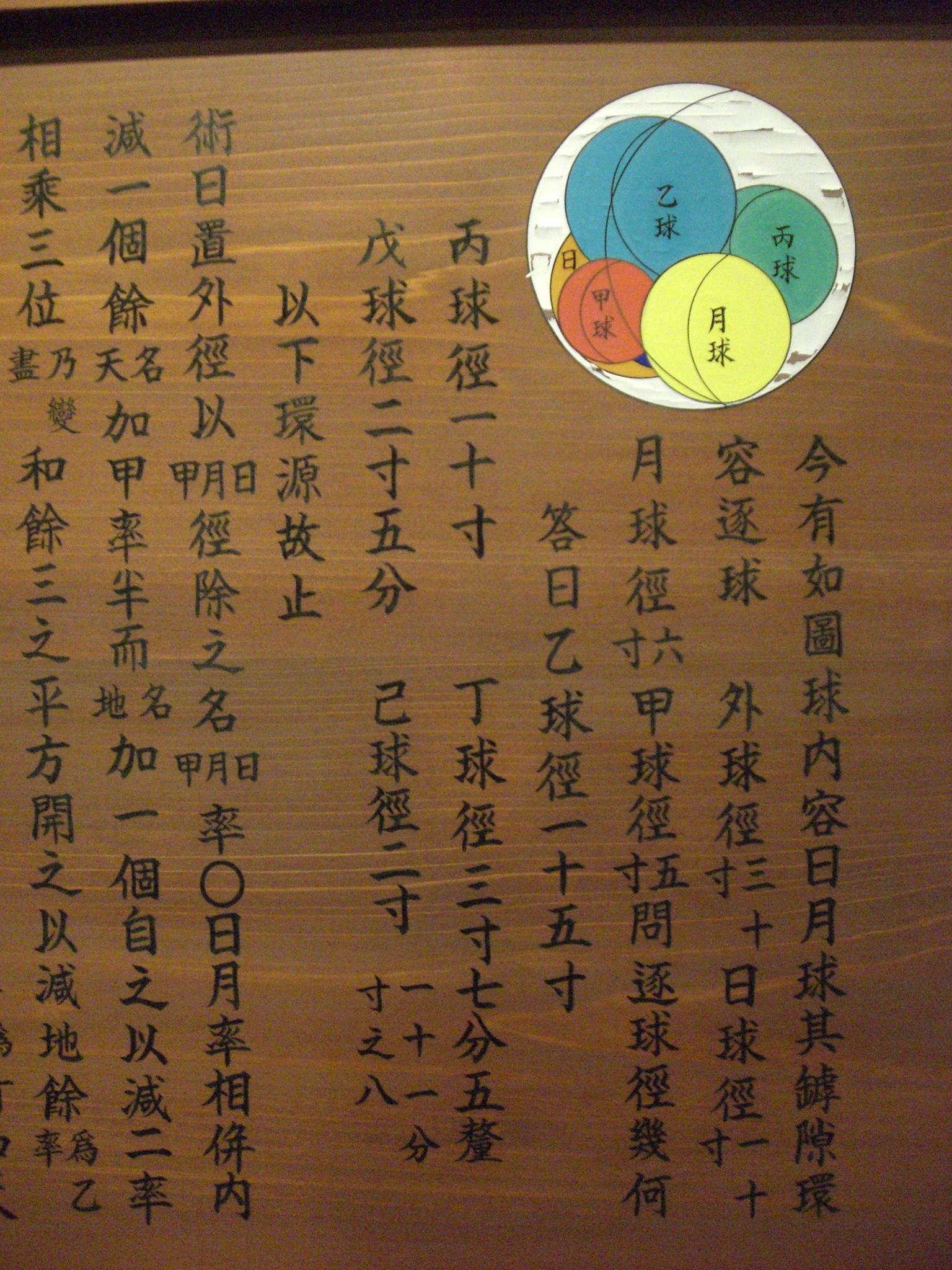
Reconstitution d’une tablette sangaku représentant un hexlet, au musée Hōtoku du Samukawa-jinja.

Les mathématiciens japonais ont étudié des problèmes de contact entre cercles et polygones, ou sphères et polyèdres, et découvrirent souvent les théorèmes correspondant avant les géomètres occidentaux. La tablette sangaku concernant les hexlets est due à Irisawa Shintarō Hiroatsu, et fut dédiée au Samukawa-jinja en mai 1822. La tablette originale est perdue, mais fut copiée dans le livre de Uchida, Kokonsankan, en 1832. Partant de ce livre, une réplique du sangaku fut faite pour le musée Hōtoku du Samukawa-jinja en août 2009.
Le sangaku d'Irisawa est formé de trois problèmes, le troisième étudiant un hexlet : « Le diamètre de la sphère extérieure est de 30 sun et celui des sphères centrales de 10 sun et 6 sun. Le diamètre d'une des sphères de la chaîne est de 5 sun. On demande le diamètre des cinq autres balles. La réponse est 15 sun, 10 sun, 3,75 sun, 2,5 sun et 2 + 8/11 sun ».

Représentation des rayons des sphères.

La réponse donne la méthode de calcul des diamètres, sous forme de formules. Si le rapport des diamètres de la balle externe aux balles centrales est a1 et a2, et si le rapport de ce diamètre aux balles de l'hexlet est c1, ..., c6, posant
{\displaystyle K={\sqrt {3\left(a_{1}a_{2}+a_{2}c_{1}+c_{1}a_{1}-\left({\frac {a_{1}+a_{2}+c_{1}+1}{2}}\right)^{2}\right)}}}
on a :
{\displaystyle {\begin{aligned}c_{2}&=(a_{1}+a_{2}+c_{1}-1)/2-K\\c_{3}&=(3a_{1}+3a_{2}-c_{1}-3)/2-K\\c_{4}&=2a_{1}+2a_{2}-c_{1}-2\\c_{5}&=(3a_{1}+3a_{2}-c_{1}-3)/2+K\\c_{6}&=(a_{1}+a_{2}+c_{1}-1)/2+K.\end{aligned}}}.
De plus, c1 + c4 = c2 + c5 = c3 + c6. Si r1, ..., r6 sont les rayons des sphères de
l'hexlet, on a :
{\displaystyle {\frac {1}{r_{1}}}+{\frac {1}{r_{4}}}={\frac {1}{r_{2}}}+{\frac {1}{r_{5}}}={\frac {1}{r_{3}}}+{\frac {1}{r_{6}}}.}